# Distretto di Szombathely
Il distretto di Szombathely (in ungherese Szombathelyi járás) è un distretto dell'Ungheria, situato nella provincia di Vas.